# SV Blau-Gelb Darmstadt
Koordinaten: 49° 53′ 46,7″ N, 8° 40′ 12,7″ O
Der SV Blau-Gelb Darmstadt ist ein Sportverein aus Darmstadt. Der volle Vereinsname lautet: Sportverein Blau-Gelb Darmstadt e.V. -Postsportverein-. Der ca. 800 Mitglieder starke Verein betreibt derzeit die Abteilungen Akrobatik, Aikido, Baseball, Bodystyling, Fußball, Judo, Kegeln, Kinderturnen, Laufsport, Schwimmen, Tanzen, Tennis, Tischtennis, Vovinam und Wirbelsäulengymnastik.

## Geschichte
Der Verein wurde am 7. Juni 1951 in Darmstadt von Postmitarbeitern als Postsportverein in der Kantine des Fernmeldetechnischen Zentralamts in Darmstadt gegründet. Die Gründungsabteilungen waren Fußball, Faustball, Gymnastik, Leichtathletik, Schwimmen und Tischtennis. Der erste Vereinsvorsitzende war Walter Müller. Am 15. August des gleichen Jahres erfolgte dann der Beitritt zum Landessportbund Hessen und ab dem Jahr 1952 nahmen die ersten Abteilungen an Wettkämpfen teil. Seit 1968 ist der Verein als gemeinnützig anerkannt. Nach der Nutzungen von verschiedenen Sportstätten im Stadtgebiet von Darmstadt ist der Verein nach dem Bau des Vereinsheims seit 1989 in Kranichstein beheimatet.
Im Rahmen der Jumelage Postal wurden bis in die 1973 bis in die 1980er mehrere Wettkämpfe mit dem Verein CNET Paris durchgeführt.
Der Verein besitzt das Zertifikat "Sport pro Gesundheit".

## Sportarten

### Aikido
Aikido wird im vereinseigenen Dojo durch den Verein Aikikai Darmstadt durchgeführt. Nach den ersten Anfängen 1965 wechselten Akikai mit dem Bau des Vereinsheim 1989 zum SV Blau-Gelb Darmstadt und richtete zusammen mit der Judo-Abteilung ein Dojo im Keller des Vereinsheim ein. Mittlerweile hat die Aikido-Abteilung ein eigenes Dojo im Dachgeschoss des Vereinsheims eingerichtet.

### Baseball
Die Darmstadt Rockets gehören seit 1997 als Abteilung zum SV Blau-Gelb Darmstadt. Die erste Herrenmannschaft spielte in der Vergangenheit mit den Darmstadt Whippets in einer Spielgemeinschaft. Seit 2010 spielen die Rockets wieder eigenständig, mittlerweile in der Verbandsliga.
Die Softballmannschaft spielte mehrere Jahre in Folge in der 1. Bundesliga.

### Fußball
Die Fußballabteilung wurde nach einigen Jahrzehnten Pause neugegründet und gehört nun wieder zu den jüngsten Abteilungen des Vereins. Aufgrund einer Kooperation mit anderen Sportvereinen im Norden Darmstadts wurde zeitweise nur Nachwuchsfußball bis zur D-Jugend angeboten. Seit Sommer 2011 ist der Verein mit einer Herrenmannschaft in der Kreisliga C (Kreis Darmstadt) vertreten.

### Judo
Gegründet wurde die Judoabteilung im Juni 1965 in der Sporthalle der Elly-Heuss-Knapp-Schule. Um die entsprechenden Voraussetzungen zu schaffen, wurde eine erste Kooperation mit dem SV Darmstadt 1898 geschlossen.
Erster Trainer wurde Ingo Burkschadt, der schon Judo betrieben hatte und den grünen Gürtel trug. Lothar Zerull wurde Ende der 70er-Jahre Abteilungsvorsitzender und leitete die Abteilung viele Jahre bis Anfang der 2000er Jahre. Zusätzlich zum Vereinsvorsitz hielt Zerull von 1993 bis 2001 den ehrenamtlichen Präsidentenposten des Hessischen Judo Verbandes inne. Im Anschluss daran erhielt Zerull die Ehrenpräsidentschaft des Hessischen Judo Verbandes und Träger des vom Deutschen Judo Bund verliehenen 7. Dan.
Die Judoka trainieren seit dem Bau des Vereinsheim in der Elisabeth Selbert Straße 27, in dessen Souterrain. Im Jahre 2010 wurde eine Kampfgemeinschaft mit dem SV Darmstadt 1898 gegründet und richtet Stadtmeisterschaften, Judosafari und Freizeiten zusammen aus.
Ebenso in 2010 bürgerte sich bei der Herren Landesligamannschaft der Kampfschrei „KIAI“, nach Traineransprachen ein und so lag es nahe, dass die Kampfgemeinschaft sich "KIAI Darmstadt" nannte und fortan vereint auftrat. In der Kampfgemeinschaft waren zu diesem Zeitpunkt zu den Judoka des SV Darmstadt 1898 e.V. und des SV Blau Gelb Darmstadt e.V. noch die Judoabteilung der SG Eiche vertreten.
2012 wurde der 1. Heinercup als Gemeinschaft ausgerichtet, ein internationales Judoturnier mit über 500 Teilnehmern aller Altersklassen.

### Kinderturnen
Die Abteilung Kinderturnen ist eine der jüngsten Abteilungen im Verein. Die verschieden nach Alter aufgeteilten Gruppen turnen in der Sporthalle im Vereinsheim. Eine Einradfahrgruppe ist ebenfalls der Abteilung angeschlossen.

### Tanzen
In der großen Halle des Vereinsheims wird Tanzen für jedes Alter angeboten. Es gibt drei Gruppen für Standard-/Lateintanz (vergleichbar Tanzschule), und drei Gruppen für Kinder und Jugendliche, inhaltlich Ballett und Jazz-/Modern-Dance.

### Tennis
Die Tennisabteilung wurde am 30. Oktober 1972 gegründet. Von 1974 an wurden Tennisplätze am Fernmeldetechnischen Zentralamt genutzt, seit 1985 ist die Abteilung nun auf eigenen Plätzen am Vereinsgelände in Kranichstein.

### Tischtennis
Die Abteilung Tischtennis gehört zu den Gründungsabteilungen des Vereins. Nach ersten Erfolgen in den 1960er Jahren mit Aufstieg der ersten Herrenmannschaft in die Oberliga, der damals höchsten Klasse im Südwestdeutschen Tischtennisverband und 1980er mit dem Aufstieg der 1. Herrenmannschaft bis in die 2. Bundesliga spielen die Mannschaften nun auf Bezirksebene. In den Jahren 1961 und 1962 wurde Mannschaften aus der Abteilung mehrfach Deutscher Postmannschaftsmeister. Trainiert wird seit einigen Jahrzehnten in der Turnhalle der Goetheschule (Darmstadt).

### Vovinam
Vovinam, eine Kampfkunst aus Vietnam, ist seit mehreren Jahren Teil des Vereins und eine der größten Abteilungen mit Angeboten für Kinder/Jugendliche und Erwachsene. Die Abteilung folgt der Viêt Võ Dao Philosophie.

## Kooperation mit Schulen
Die Abteilungen Tennis und Tischtennis bieten zusammen mit Schulen aus Darmstadt Schul-AGs an.

## Vereinsheim
Die erste Sportstätten waren seit 1951 in der Siemensstraße in Darmstadt-Kranichstein. Das jetzige Vereinsheim steht nach knapp einjährigem Bau seit 1989 in Darmstadt-Kranichstein in der Nähe der ersten Sportstätten. Im Vereinsheim sind mehrere Abteilungen untergebracht. Im Außenbereich sind Baseball-, Softball- und Fußball-Felder. Die Tischtennis-Abteilung ist neben der Schwimmen-Abteilung nicht in Kranichstein beheimatet.

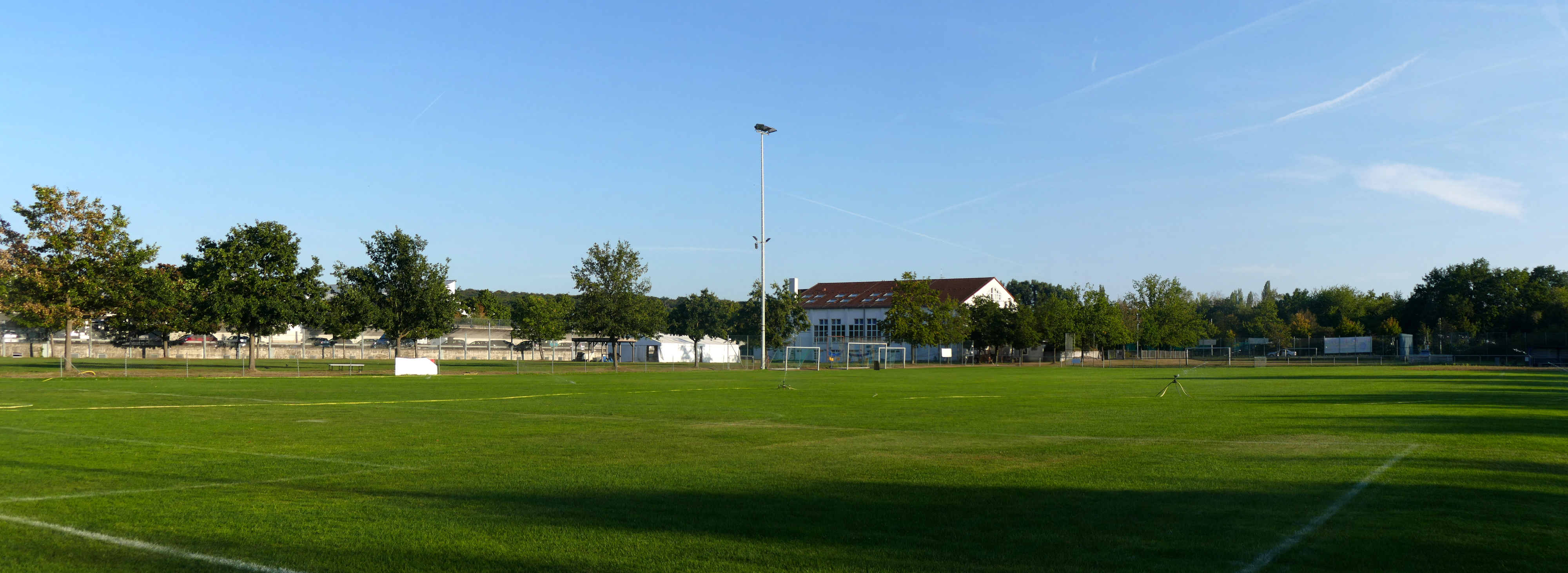
Vereinsgelände und Vereinsheim

## Ehemalige Abteilungen
Die Darmstadt Diamonds waren von 2003 bis 2004 eine Abteilung des Vereins und spielten zu diesem Zeitpunkt in der 2. Bundesliga Süd. Weitere frühere Abteilungen sind u. a. Schach, Rugby, Reiten, Volleyball, Faustball und Badminton.